# 釋迦堅贊
絳央釋迦堅贊（藏語：འཇམ་དབྱངས་ཤ་ཀྱ་རྒྱལ་མཚན，威利转写：'jam dbyangs sha kya rgyal mtshan；1340年—1373年），西藏歷史上帕木竹巴的第二代第悉，元朝大司徒絳曲堅贊之侄。《明太祖實錄》稱之為故元灌頂國師「章陽沙加」。1373年正月，釋迦堅贊遣使進京，向明太祖貢佛像、佛書、舍利等，因此再次受封為「灌頂國師」。